# Pagonana rostrata
Pagonana rostrata är en kräftdjursart som först beskrevs av Hodgson 1910.  Pagonana rostrata ingår i släktet Pagonana och familjen Paramunnidae. Inga underarter finns listade i Catalogue of Life.